# Bobby Martinez
Pour les articles homonymes, voir Martinez.
Bobby Martinez est un surfeur professionnel américain né le 26 mai 1982 à Santa Barbara en Californie.

## Biographie
Surfeur américain (goofy), né le 26 mai 1982 à Santa Barbara en Californie. Il fait ses armes sur le point break de Rincon, une vague très longue, qui permet d'enchaîner les manœuvres. On peut le voir en action sur ce spot dans le film de Graham Nash intitulé Golden Years. Il entre pour la première fois dans le WCT en 2006 et y est sacré rookie of the year, autrement dit, le meilleur des nouvelles recrues. En effet, dès sa première année sur le circuit il parvient à se classer 5e sur 44 et devient "Rookie of the year". Il se permet l'insolence de gagner deux étapes du tour (alors que certains surfeurs du WCT font toute leur carrière sans en gagner une seule), la première sur l'impressionnant spot de Teahupoo à Tahiti et la seconde à Mundaka (Pays basque espagnol).
Bobby Martinez est aussi un symbole. Il est le premier latino-américain d'origine mexicaine (les frères Lopez, Cory et Shea, étant d'origine cubaine) à se hisser à ce niveau de la compétition.

## Carrière
- 2009 Billabong Pro, Teahupoo, Tahiti (ASP World Tour)
- 2007 Billabong Pro, Mundaka, Espagne (ASP World Tour)
- 2006 Billabong Pro, Mundaka, Espagne (ASP World Tour)
- 2006 Billabong Pro, Teahupoo, Tahiti (ASP World Tour)
- 2005 Hang Loose Pro, Brésil (WQS)
- 2005 O'Neill Coldwater Classic, Californie (WQS)

### WCT
- 2009 :   8e
- 2008 :   9e
- 2007 : 10e - 1 victoire
- 2006 :   6e - 2 victoires

### Sa saison 2009 ASP World Tour
2009 est sa 4e année dans l'ASP World Tour
| Date                      | Compétition                   | place | points |
| ------------------------- | ----------------------------- | ----- | ------ |
| 28 février-11 mars        | Quiksilver Pro                | 33    | 225    |
| 7 avril-19 avril          | Rip Curl Pro Surf             | 9     | 600    |
| 9 mai-20 mai              | Billabong Pro Teahupoo        | 1     | 1200   |
| 27 juin-5 juillet         | Hang Loose Santa Catarina Pro | 9     | 600    |
| 9 juillet-19 juillet      | Billabong Pro Jeffreys        | 5     | 732    |
| 11 septembre-20 septembre | Boost Mobile Pro of Surf      | 33    | 225    |
| 23 septembre-4 octobre    | Quiksilver Pro France         | 5     | 732    |
| 5 octobre-17 octobre      | Billabong Pro                 | 9     | 600    |
| 19 octobre-28 octobre     | Rip Curl Pro Search           | 5     | 732    |
| 8 décembre-20 décembre    | Billabong Pipeline Masters    | 17    | 410    |
|                           | classement                    | 8     | 5606   |

Requalifié pour l'ASP World Tour 2010